# Liste der Länderspiele der bolivianischen Fußballnationalmannschaft der Frauen

Logo des bolivianischen Fußballverbandes Federación Boliviana de Fútbol (FBF)

Diese Liste enthält die von der FIFA gezählten Spiele der bolivianischen Fußballnationalmannschaft der Frauen.

## Legende
Dieser Abschnitt dient als Legende für die nachfolgenden Tabellen.
- H = Heimspiel
- A = Auswärtsspiel
- * = Spiel auf neutralem Platz
- Gegner = fett markierte Gegner waren zum Zeitpunkt des Spiels amtierender Südamerikameister
- grüne Hintergrundfarbe = Sieg der bolivianischen Mannschaft
- rote Hintergrundfarbe = Niederlage der bolivianischen Mannschaft
- gelbe Hintergrundfarbe = Remis (Unentschieden)

## 1995 bis 2020
| Nr. | Datum      | Ergebnis | Gegner      | Austragungsort      | H/*/A | Anlass                               | Bemerkung |
| --- | ---------- | -------- | ----------- | ------------------- | ----- | ------------------------------------ | --- |
| 1   | 08.01.1995 | 0:11     | Chile       | Minas Gerais (BRA)  | *     | Sudamericano Femenino 1995           | Erstes Spiel, erstes Spiel gegen Chile, erstes Spiel auf neutralem Platz, höchster Sieg für Chile                                                          |
| 2   | 12.01.1995 | 0:12     | Argentinien | Minas Gerais (BRA)  | *     | Sudamericano Femenino 1995           | Erstes Spiel gegen Argentinien, höchster Sieg für Argentinien                                                                                              |
| 3   | 14.01.1995 | 1:6      | Ecuador     | Minas Gerais (BRA)  | *     | Sudamericano Femenino 1995           | Erstes Spiel gegen Ecuador, höchster Sieg für Ecuador |
| 4   | 18.01.1995 | 0:15     | Brasilien   | Minas Gerais (BRA)  | A     | Sudamericano Femenino 1995           | Erstes Spiel gegen Brasilien, erstes Auswärtsspiel, höchste Niederlage einer südamerikanischen Mannschaft (Männer und Frauen), höchster Sieg für Brasilien |
| 5   | 01.03.1998 | 0:9      | Argentinien | Mar del Plata (ARG) | A     | Sudamericano Femenino 1998 Vorrunde  | |
| 6   | 05.03.1998 | 2:5      | Ecuador     | Mar del Plata (ARG) | *     | Sudamericano Femenino 1998 Vorrunde  | |
| 7   | 07.03.1998 | 1:1      | Uruguay     | Mar del Plata (ARG) | *     | Sudamericano Femenino 1998 Vorrunde  | Erstes Spiel gegen Uruguay, erster Punktgewinn |
| 8   | 09.03.1998 | 2:3      | Paraguay    | Mar del Plata (ARG) | *     | Sudamericano Femenino 1998 Vorrunde  | Erstes Spiel gegen Paraguay |
| 9   | 09.04.2003 | 1:3      | Peru        | Lima (PER)          | A     | Sudamericano Femenino 2003 Vorrunde  | Erstes Spiel gegen Peru |
| 10  | 11.04.2003 | 7:1      | Chile       | Lima (PER)          | *     | Sudamericano Femenino 2003 Vorrunde  | Erster und höchster Sieg |
| 11  | 13.08.2005 | 1:3      | Kolumbien   | Pereira (COL)       | A     | Juegos Bolivarianos                  | Erstes Spiel gegen Kolumbien |
| 12  | 15.08.2005 | 1:3      | Ecuador     | Pereira (COL)       | *     | Juegos Bolivarianos                  | |
| 13  | 16.08.2005 | 0:2      | Peru        | Montenegro (COL)    | *     | Juegos Bolivarianos                  | |
| 14  | 17.08.2005 | 2:1      | Venezuela   | Armenia (COL)       | *     | Juegos Bolivarianos                  | Erstes Spiel gegen Venezuela |
| 15  | 19.08.2005 | 0:3      | Peru        | Armenia (COL)       | *     | Juegos Bolivarianos Halbfinale       | |
| 16  | 20.08.2005 | 2:3      | Ecuador     | Pereira (COL)       | *     | Juegos Bolivarianos Spiel um Platz 3 | |
| 17  | 11.11.2006 | 1:1      | Venezuela   | Mar del Plata (ARG) | *     | Sudamericano Femenino 2006 Vorrunde  | |
| 18  | 13.11.2006 | 1:5      | Paraguay    | Mar del Plata (ARG) | *     | Sudamericano Femenino 2006 Vorrunde  | |
| 19  | 15.11.2006 | 1:2      | Peru        | Mar del Plata (ARG) | *     | Sudamericano Femenino 2006 Vorrunde  | |
| 20  | 17.11.2006 | 1:6      | Brasilien   | Mar del Plata (ARG) | *     | Sudamericano Femenino 2006 Vorrunde  | |
| 21  | 17.11.2009 | 0:2      | Ecuador     | Sucre               | H     | Juegos Bolivarianos                  | Erstes Heimspiel |
| 22  | 19.11.2009 | 2:2      | Peru        | Sucre               | H     | Juegos Bolivarianos                  | |
| 23  | 23.11.2009 | 1:2      | Venezuela   | Sucre               | H     | Juegos Bolivarianos                  | |
| 24  | 25.11.2009 | 2:4      | Kolumbien   | Sucre               | H     | Juegos Bolivarianos                  | |
| 25  | 04.11.2010 | 0:3      | Argentinien | Latacunga (ECU)     | *     | Sudamericano Femenino 2010 Vorrunde  | |
| 26  | 08.11.2010 | 0:3      | Chile       | Riobamba (ECU)      | *     | Sudamericano Femenino 2010 Vorrunde  | |
| 27  | 10.11.2010 | 3:4      | Ecuador     | Ambato (ECU)        | A     | Sudamericano Femenino 2010 Vorrunde  | |
| 28  | 12.11.2010 | 2:1      | Peru        | Riobamba (ECU)      | *     | Sudamericano Femenino 2010 Vorrunde  | |
| 29  | 10.03.2014 | 0:4      | Argentinien | La Florida (CHL)    | *     | Südamerikaspiele                     | |
| 30  | 12.03.2014 | 0:2      | Chile       | La Florida (CHL)    | A     | Südamerikaspiele                     | |
| 31  | 07.09.2014 | 2:3      | Ecuador     | Quito (ECU)         | A     |                                      | |
| 32  | 12.09.2014 | 0:6      | Brasilien   | Loja (ECU)          | *     | Sudamericano Femenino 2014 Vorrunde  | |
| 33  | 14.09.2014 | 0:6      | Argentinien | Loja (ECU)          | *     | Sudamericano Femenino 2014 Vorrunde  | |
| 34  | 16.09.2014 | 0:3      | Chile       | Cuenca (ECU)        | *     | Sudamericano Femenino 2014 Vorrunde  | |
| 35  | 18.09.2014 | 2:10     | Paraguay    | Cuenca (ECU)        | *     | Sudamericano Femenino 2014 Vorrunde  | Höchster Sieg für Paraguay |
| 36  | 09.04.2017 | 0:6      | Brasilien   | Manaus (BRA)        | A     |                                      | |
| 37  | 07.04.2018 | 0:3      | Argentinien | Coquimbo (CHL)      | *     | Sudamericano Femenino 2018 Vorrunde  | |
| 38  | 09.04.2018 | 0:8      | Venezuela   | Coquimbo (CHL)      | *     | Sudamericano Femenino 2018 Vorrunde  | Höchster Sieg für Venezuela |
| 39  | 11.04.2018 | 1:0      | Ecuador     | Coquimbo (CHL)      | *     | Sudamericano Femenino 2018 Vorrunde  | Erster Sieg gegen Ecuador |
| 40  | 13.04.2018 | 0:7      | Brasilien   | Coquimbo (CHL)      | *     | Sudamericano Femenino 2018 Vorrunde  | |

## 2021 bis 2030
| Nr. | Datum      | Ergebnis | Gegner                   | Austragungsort                   | H/*/A | Anlass                                   | Bemerkung                                  |
| --- | ---------- | -------- | ------------------------ | -------------------------------- | ----- | ---------------------------------------- | ------------------------------------------ |
| 41  | 22.02.2021 | 0:3      | Ecuador                  | Quito (ECU)                      | A     |                                          |                                            |
| 42  | 24.02.2021 | 2:2      | Ecuador                  | Quito (ECU)                      | A     |                                          |                                            |
| 43  | 22.10.2021 | 0:3      | Dominikanische Republik  | Santiago de los Caballeros (DOM) | A     |                                          |                                            |
| 44  | 25.10.2021 | 1:1      | Dominikanische Republik  | Santo Domingo (DOM)              | A     |                                          |                                            |
| 45  | 24.06.2022 | 0:5      | Uruguay                  | Montevideo (URY)                 | A     |                                          |                                            |
| 46  | 26.06.2022 | 0:7      | Uruguay                  | Montevideo (URY)                 | A     |                                          |                                            |
| 47  | 08.07.2022 | 1:6      | Ecuador                  | Cali (COL)                       | *     | Copa América Gruppenspiel                |                                            |
| 48  | 11.07.2022 | 0:3      | Kolumbien                | Cali (COL)                       | A     | Copa América Gruppenspiel                |                                            |
| 49  | 14.07.2022 | 0:2      | Paraguay                 | Cali (COL)                       | *     | Copa América Gruppenspiel                |                                            |
| 50  | 17.07.2022 | 0:5      | Chile                    | Cali (COL)                       | *     | Copa América Gruppenspiel                |                                            |
| 51  | 18.02.2023 | 0:5      | Ecuador                  | Santa Cruz de la Sierra          | H     |                                          |                                            |
| 52  | 20.02.2023 | 1:5      | Ecuador                  | Santa Cruz de la Sierra          | H     |                                          |                                            |
| 53  | 22.10.2023 | 0:6      | Vereinigte Staaten (U19) | Valparaíso (CHL)                 | *     | Panamerikanische Spiele                  | Erstes Spiel gegen eine Mannschaft der USA |
| 54  | 25.10.2023 | 0:3      | Argentinien              | Valparaíso (CHL)                 | *     | Panamerikanische Spiele                  |                                            |
| 55  | 28.10.2023 | 0:0      | Costa Rica               | Viña del Mar (CHL)               | *     | Panamerikanische Spiele                  | Erstes Spiel gegen Costa Rica              |
| 56  | 31.10.2023 | 2:1      | Jamaika                  | Valparaíso (CHL)                 | *     | Panamerikanische Spiele Spiel um Platz 7 | Erstes Spiel gegen Jamaika                 |
| 57  | 26.02.2024 | 2:3      | Peru                     | Santa Cruz de la Sierra          | H     |                                          |                                            |
| 58  | 28.02.2024 | 0:1      | Peru                     | Santa Cruz de la Sierra          | H     |                                          |                                            |
| 59  | 31.05.2024 | 1:2      | El Salvador              | Cochabamba                       | H     |                                          | Erstes Spiel gegen El Salvador             |
| 60  | 03.06.2024 | 0:2      | El Salvador              | Cochabamba                       | H     |                                          |                                            |
| 61  | 26.10.2024 | 0:1      | Peru                     | Lima (PER)                       | A     |                                          |                                            |
| 62  | 29.10.2024 | 1:2      | Peru                     | Lima (PER)                       | A     |                                          |                                            |
| 63  | 29.05.2025 | 0:2      | Panama                   | Panama-Stadt (PAN)               | A     |                                          | Erstes Spiel gegen Panama                  |
| 64  | 02.06.2025 | 1:5      | Panama                   | Panama-Stadt (PAN)               | A     |                                          |                                            |
| 65  | 03.07.2025 | 0:5      | Chile                    | Santiago de Chile (CHL)          | A     |                                          |                                            |
| 66  | 13.07.2025 | 0:4      | Paraguay                 | Quito (ECU)                      | *     | Copa América Gruppenspiel                |                                            |
| 67  | 16.07.2025 | 0:6      | Brasilien                | Quito (ECU)                      | *     | Copa América Gruppenspiel                |                                            |
| 68  | 19.07.2025 | 1:7      | Venezuela                | Quito (ECU)                      | *     | Copa América Gruppenspiel                |                                            |
| 69  | 22.07.2025 | 0:8      | Kolumbien                | Quito (ECU)                      | *     | Copa América Gruppenspiel                |                                            |

## Statistik

### Gegner
| Kontinentalverband            | Anzahl | Siege | Remis | Niederlagen | Torverhältnis (ohne Tore in Elfmeterschießen) |
| ----------------------------- | ------ | ----- | ----- | ----------- | --------------------------------------------- |
| Afrika (CAF)                  | 0      | 0     | 0     | 0           | 00- : -00                                     |
| Asien (AFC)                   | 0      | 0     | 0     | 0           | 00- : -00                                     |
| Europa (UEFA)                 | 0      | 0     | 0     | 0           | 00- : -00                                     |
| Nord/Mittelamerika (CONCACAF) | 09     | 01    | 02    | 06          | 005 : 220                                     |
| Südamerika (CONMEBOL)         | 60     | 04    | 04    | 52          | 047 : 257                                     |
| Gesamt                        | 69     | 05    | 06    | 58          | 052: 279                                      |
| Anmerkungen: 1.               |        |       |       |             |                                               |

### Anlässe
| Anlass                  | Anzahl | Siege | Remis | Niederlagen | Torverhältnis |
| ----------------------- | ------ | ----- | ----- | ----------- | ------------- |
| Copa América der Frauen | 34     | 03    | 02    | 29          | 028 : 175     |
| Freundschaftsspiele     | 19     | 0     | 02    | 17          | 011 : 630     |
| Juegos Bolivarianos     | 10     | 01    | 01    | 08          | 011 : 250     |
| Panamerikanische Spiele | 04     | 01    | 01    | 02          | 002 : 100     |
| Südamerikaspiele        | 02     | 0     | 0     | 02          | 000 : 600     |
| Gesamt                  | 69     | 05    | 06    | 58          | 052: 279      |

### Spielorte
Alle Spiele fanden in Südamerika bzw. der Karibik statt.
| Anlass                     | Anzahl | Siege | Remis | Niederlagen | Torverhältnis |
| -------------------------- | ------ | ----- | ----- | ----------- | ------------- |
| Auswärtsspiele             | 20     | 0     | 02    | 18          | 012 : 840     |
| Heimspiele                 | 10     | 0     | 01    | 09          | 009 : 280     |
| Spiele auf neutralem Platz | 39     | 05    | 03    | 31          | 031 : 167     |
| Gesamt                     | 69     | 05    | 06    | 58          | 052: 279      |
| Anmerkungen: 1. 2.         |        |       |       |             |               |

### Länderspielbilanzen
Bolivien spielte bereits gegen alle anderen CONMEBOL-Mitglieder, aber als letzte CONMEBOL-Mannschaft erstmals gegen Peru und nur gegen sechs Mannschaften, die nicht aus Südamerika kommen. Argentinien, Brasilien, Ecuador, Kolumbien, Paraguay, Uruguay und Venezuela gelangen ihre höchsten Siege gegen Bolivien.
| Land                    | Spiele | S | U | N  | Torverhältnis | Wichtige Begegnungen                                                                         |
| ----------------------- | ------ | - | - | -- | ------------- | -------------------------------------------------------------------------------------------- |
| Argentinien             | 7      | 0 | 0 | 7  | 0:40          | Sudamericano Femenino 1995, Vorrunde 1998, 2010; 2014 und 2018; Panamerikanische Spiele 2023 |
| Brasilien               | 6      | 0 | 0 | 6  | 1:46          | Sudamericano Femenino 1995, Vorrunde 2006, 2014, 2018 und 2025                               |
| Chile                   | 7      | 1 | 0 | 6  | 7:30          | Sudamericano Femenino 1995, Vorrunde 2003, 2010, 2014 und 2018                               |
| Costa Rica              | 1      | 0 | 1 | 0  | 0:0           | Panamerikanische Spiele 2023                                                                 |
| Dominikanische Republik | 2      | 0 | 1 | 1  | 1:4           |                                                                                              |
| Ecuador                 | 13     | 1 | 1 | 11 | 16:47         | Sudamericano Femenino Vorrunde 1995, 1998, 2010, 2018 und 2022                               |
| El Salvador             | 2      | 0 | 0 | 2  | 1:4           |                                                                                              |
| Jamaika                 | 1      | 1 | 0 | 0  | 2:1           | Panamerikanische Spiele 2023                                                                 |
| Kolumbien               | 4      | 0 | 0 | 4  | 3:18          | Sudamericano Femenino Vorrunde 2025                                                          |
| Panama                  | 2      | 0 | 0 | 2  | 1:7           |                                                                                              |
| Paraguay                | 5      | 0 | 0 | 5  | 5:24          | Sudamericano Femenino Vorrunde 1998, 2006, 2014 und 2025                                     |
| Peru                    | 10     | 1 | 1 | 8  | 9:20          | Sudamericano Femenino Vorrunde 2003, 2006 und 2010                                           |
| Uruguay                 | 3      | 0 | 1 | 2  | 1:13          | Sudamericano Femenino Vorrunde 1998                                                          |
| USA (U19)               | 1      | 0 | 0 | 1  | 0:6           | Panamerikanische Spiele 2023                                                                 |
| Venezuela               | 5      | 1 | 1 | 3  | 5:19          | Sudamericano Femenino Vorrunde 2006, 2018 und 2025                                           |